# Пань Чжаньле
Пань Чжаньле (4 серпня 2004 , Веньчжоу, Чжецзян ) — китайський плавець, дворазовий олімпійський чемпіон та срібний призер Олімпійських ігор 2024 року, чотириразовий чемпіон світу.

## Виступи на Олімпійських іграх
| Олімпіада  | Дисципліна                | Місце |
| ---------- | ------------------------- | ----- |
| Париж 2024 | 100 м вільним стилем      | 1     |
| Париж 2024 | 200 м вільним стилем      | 22    |
| Париж 2024 | 4x100 м вільним стилем    | 4     |
| Париж 2024 | 4x200 м вільним стилем    | 4     |
| Париж 2024 | 4×100 м комплексом        | 1     |
| Париж 2024 | 4×100 м комплексом, мікст | 2     |

## Зовнішні посилання
- Пань Чжаньле на сайті FINA (англійська)
- Пань Чжаньле на сайті SwimRankings.net (англійська)
- Пань Чжаньле на сайті Olympics.com (англійська)